# 配偶者からの暴力の防止及び被害者の保護等に関する法律
配偶者からの暴力の防止及び被害者の保護等に関する法律（はいぐうしゃからのぼうりょくのぼうしおよびひがいしゃのほごとうにかんするほうりつ、英語: Act on the Prevention of Spousal Violence and the Protection of Victims、平成13年法律第31号）は、配偶者等からの暴力（ドメスティック・バイオレンス＝DV）に係る通報、相談、保護、自立支援等の体制を整備し、配偶者等からの暴力の防止および被害者の保護を図ることに関する日本の法律である。2014年（平成26年）の改正までは「配偶者からの暴力の防止及び被害者の保護に関する法律」という題名であった。通称はDV防止法。
配偶者暴力相談支援センターを中心としたDV被害者の保護や自立支援態勢の確立、裁判所における保護命令手続がある。以下、本法に規定する「保護命令」手続を中心に述べる。

## 概要
2001年（平成13年）4月3日に、第151回国会に参議院の共生社会に関する調査会長から提出された。同年4月6日に成立し、同年4月13日に公布され、同年10月13日に一部の規定を除き施行された。2002年（平成14年）4月1日には、配偶者暴力相談支援センターに関する規定が施行された。
2004年（平成16年）6月2日に公布され、同年12月2日に施行された改正法では、以下の事項が定められた。
- DVの定義を精神的暴力を含むものに拡大、離婚後・婚姻取消後に引き続き受ける身体に対する暴力を対象に追加[注 1]
- 加害者が被害者とともに生活の本拠としている住居の周辺をはいかいする行為の禁止を退去命令の対象に追加
- 子に対する接近の禁止命令・再度の申立ての制度を追加

2007年（平成19年）7月11日に公布され、2008年（平成20年）1月11日に施行された改正法では、以下の事項が定められた。
- 生命又は身体を加害する脅迫を受けた被害者を保護命令の申立ての対象に追加
- 加害者に対し保護命令の効力が生じた日から六月間つきまとい行為[注 2]をしてはならない命令をする制度を追加
- 被害者の親族等[注 3]の住所等においてその親族等の身辺につきまとい、又はその親族が通常所在する場所の付近をはいかいしてはならない命令をする制度を追加

2013年（平成25年）7月3日に公布され、2014年（平成26年）1月3日に施行された改正法では、以下の事項が定められた。
- 題名を「配偶者からの暴力の防止及び被害者の保護等に関する法律」に改正
- 生活の本拠を共にする交際（婚姻関係における共同生活に類する共同生活を営んでいないものを除く。）をする関係にある相手からの暴力についても法律を準用することを追加

## 保護命令の対象となる暴力
保護命令の対象になるのは「配偶者からの身体に対する暴力又は生命等に対する脅迫」である（法10条）。「生命等に対する脅迫」とは、「被害者の生命又は身体に対し害を加える旨を告知してする脅迫」をいう。
この法律にいう「配偶者」には、「婚姻の届出をしていないが、事実上婚姻関係と同様の事情にある者」（いわゆる事実婚の状態にある者）も含まれる。また、離婚後も引き続き暴力を受ける恐れがある事例もあることに鑑み、離婚後又は婚姻取消後であっても、当該配偶者であったものから引き続き更なる暴力を受ける恐れが大きい場合は、保護命令の対象になる。また、2014年1月3日から施行された改正法により、「生活の本拠を共にする交際（婚姻関係における共同生活に類する共同生活を営んでいないものを除く。）をする関係にある相手」からの身体に対する暴力（当該関係にある間に身体に対する暴力を受け、解消後も引き続き身体に対する暴力を受ける場合）についても法律を準用することとなった。単なる恋人からの暴力（デートDV）は保護命令の対象にはならない。
また、「配偶者」は男女の別を問わず、夫から妻に対する暴力や脅迫があった場合はもちろん、妻から夫に対する暴力や脅迫についても保護命令の対象となる。
本来は性差別に起因する暴力である「ジェンダーバイオレンス（GV）」防止が目的であったが、夫婦間相互暴力に対する法律となっている。

## 保護命令の種類
保護命令には以下の種類がある。
接近禁止命令（法10条1項1号）
6か月間、被害者の住居（ただし、当該配偶者と共に生活の本拠としている住居を除く。）その他の場所において、被害者の身辺につきまとい又は被害者の住居、勤務先その他その通常所在する場所の付近の徘徊を禁止する裁判である。
退去命令（法10条1項2号）
2か月間、被害者とともに生活の本拠としている住居から退去すること及び当該住居の付近を徘徊することを禁止する裁判である。この制度は、被害者が暴力から逃れるために転居する時間を確保するための制度であり、加害者が退去した住居に引き続き被害者が居住することを想定した制度ではない。
子に対する接近の禁止命令（法10条2項）
被害者が未成年の子と同居している場合に、上記の接近禁止命令が効力を有している間、子の住居（被害者及び加害者と共に生活の本拠としている住居を除く）、就学する学校その他の場所において当該子の身辺につきまとい又は当該子の住居、就学する学校その他その通常所在する場所の付近を徘徊することを禁止する裁判である。上記の接近禁止命令が発令されていても、被害者が未成年の子と同居している場合は、加害者が子を連れ戻そうとすることにより接近禁止命令の効果を減殺する恐れがある。このような恐れを避けるための制度であり、独立した制度ではない。なお、当該子が15歳以上であるときは、その同意がある場合に限る。

## 申立前の手続
保護命令の申立てをする前には、まず以下の手続のいずれかをする必要がある。
- 配偶者暴力相談支援センター又は警察へ相談し、又は援助若しくは保護を求めること
- 配偶者からの暴力を受けた事情に関する被害者の供述を記載した書面について、公証人による認証（公証人法58条の2第1項）を受けること

現実には、後者の手続には費用がかかることから、前者の手続が採られることが一般である。
なお、ここでいう「配偶者暴力相談支援センター」とは一見施設の名称のようであるが、施設の名称ではなく、機能の名称である。センターの機能を有している施設については、都道府県の設置する婦人相談所や市町村が独自に設置する施設などが想定されているが、地方により実情が異なるので、申立前に事前に確認をする必要がある。配偶者暴力相談支援センターは、配偶者暴力に関する相談のほか、緊急の場合の被害者の一時保護やその後の自立支援などを行う機関と定められている。

## 申立て

### 管轄
保護命令の申立ては、以下の地を管轄する地方裁判所に対してする必要がある（法11条）。家庭裁判所に管轄はない。
- 相手方の住所（日本国内に住所がないとき又は住所が知れないときは居所）の所在地
- 申立人の住所又は居所の所在地
- 当該申立てに係る配偶者からの身体に対する暴力又は生命等に対する脅迫が行われた地

本法の特色は、被害者が加害者から避難して生活している場合を想定し、被害者の便宜のために申立人の住居所の所在地を管轄する裁判所に管轄を認めた点にある。

### 申立書の記載事項、添付資料等
申立書及び添付資料は、 戸籍謄本及び住民票写しを除き、2部提出する。1部は裁判所が事件記録として使用・保存するものであり、もう1部は、申立ての相手方に裁判所から送付するためである。

#### 申立書の記載事項
保護命令の申立書の記載事項は以下のとおりであるが（法12条1号、規則1条）、各裁判所で記載事項を網羅した書式を用意しているので、基本的には裁判所から書式をもらえばよい。
- 当事者（及び代理人）の氏名及び住所
- 申立ての趣旨及び理由
- 保護命令事件のうち、既に係属するもの又は既に保護命令が発せられたものの表示
- 配偶者からの身体に対する暴力を受けた状況
- 配偶者からの更なる身体に対する暴力により生命又は身体に重大な危害を受けるおそれが大きいと認めるに足りる申立ての時における事情
- 配偶者暴力相談支援センターの職員又は警察職員に対し、配偶者からの身体に対する暴力（配偶者からの身体に対する暴力を受けた後に、被害者が離婚をし、又はその婚姻が取り消された場合にあっては、当該配偶者であった者から引き続き受ける身体に対する暴力を含む。）に関して相談し、又は援助若しくは保護を求めた事実の有無及びその事実があるときは、次に掲げる事項
  - 当該配偶者暴力相談支援センター又は当該警察職員の所属官署の名称
  - 相談し、又は援助若しくは保護を求めた日時及び場所
  - 相談又は求めた援助若しくは保護の内容
  - 相談又は申立人の求めに対して執られた措置の内容
- 子に対する接近の禁止命令の申立てをする場合は、子の氏名・出生年月日
- 子に対する接近の禁止命令の申立てをする場合は、被害者が同居している子に関して配偶者と面会することを余儀なくされることを防止するために、当該命令を発する必要があると認められる事情

#### 添付資料
- 戸籍謄本及び住民票写し（当事者の特定、申立ての要件の審査等のために必要）
- 保護命令の審理のための証拠となる書面
- 配偶者暴力相談支援センターの職員又は警察職員に対し相談等をしていない場合は、公証人による認証を受けた書面（法12条2項）
- 15歳以上の未成年の子に対する接近の禁止命令の申立てをする場合は、子の同意書

#### 申立手数料等
- 申立手数料として1,000円分の収入印紙を申立書に貼付（民事訴訟費用等に関する法律3条1項、別表第一、十六の項）。申立書は2部作成するが、印紙を貼付するのは1部だけである。
- 郵便物の料金に充てるための相当額の郵便切手の添付（各裁判所で金額が違うので、申立前又は申立時を確認すること）

### 虚偽の申立て
虚偽の記載のある申立書により保護命令の申立てをした者は10万円以下の過料に科される。虚偽告訴罪の法定刑は3ヶ月以上10年以下の拘禁刑であることから、刑の不均衡に該当する可能性がある。

### 審理前の面接
裁判所が申立書を受理した場合、裁判官による面接を行い、暴力を受けた事情等について申立人に説明を求める扱いをするところがほとんどである。また、相手方の審尋期日に裁判所が警備をする場合もあるので、警備を要する事情があるか等につき裁判所書記官から事情を聴かれる場合もある。
この時点で、申立人の供述につき曖昧な点があるなどの事情があり保護命令を出すには無理があると判断された場合は、申立ての取下げを促されることがある。

## 審理手続

### 裁判所書記官による書面の取り寄せ
審理前の面接と前後して、裁判所書記官は、申立書に配偶者暴力相談支援センターの職員又は警察職員に対して配偶者からの身体に対する暴力に関して相談をした等の事実の記載がある場合は、相談等の状況やこれに対して採られた措置の内容を記載した書面の提出を求める（法14条2項）。
なお、これにより提出された書面は、保護命令発令のための資料として使用されるので、当然この書面は相手方の閲覧の対象になる。

### 相手方の審尋等
申立人の面接を経た後、相手方に防御の機会を与える必要があるため、相手方が立ち会うことができる審尋期日を指定し、裁判所書記官が相手方に対して審尋期日に出頭する旨呼出しをする（呼出しの際に、相手方に対し申立書及び添付資料を送付する）。
審尋期日を開かなければならないのは、相手方に防御の機会を与えなければならないためであるが、期日を経ることにより保護命令の申立ての目的を達することができない事情がある場合は省略できる（法14条1項）。
法律上は、当事者双方が出頭する口頭弁論期日における審理を経る方法も規定されているが、口頭弁論期日を開くことは稀である。

## 保護命令の発令及び告知
相手方を審尋した結果、被害者が更なる配偶者からの身体に対する暴力によりその生命又は身体に重大な危害を受けるおそれが大きいと認めたときは、保護命令を発する。なお、子に対する接近の禁止命令の場合はそれに加え、被害者がその同居している子に関して配偶者と面会することを余儀なくされることを防止する必要があると認められることが必要になる。
相手方に対する保護命令の告知は、相手方に対する保護命令の決定書の送達又は口頭弁論期日若しくは審尋期日における言い渡しによって行われ、相手方に告知されたことにより効力を生じる（15条2項）。
実務上は審尋期日において告知することが多い（決定書の送達の方法による告知は、裁判所に対し送達日が分かるのが数日後であるため）。ただし、相手方の審尋だけでは心証がとれない場合は申立人から更に事情を聴く場合もあり、その場合には決定書の送達により告知することになる。
また、審尋期日に相手方が欠席した場合は、送達によることになる。

## 保護命令違反の効果
1年以下の拘禁刑又は100万円以下の罰金に処せられる（29条）。保護命令の実効性の担保は刑罰によることになっており、民事執行法に基づく強制執行の対象にはならない（15条4項）。

## 即時抗告
保護命令の申立てについての裁判に対しては、申立てを認容した場合は相手方から、却下した場合は申立人から、それぞれ即時抗告が可能である（16条1項）。

## 保護命令の取消し
保護命令の裁判が確定した場合でも、加害者とされる者の行動の自由を制約する裁判であるため、その必要性がなくなった場合は効力を継続させる意味はない。そのため、保護命令の取消しの制度が認められている（法17条）。
ただし、被害者が取消しの申立てをした場合は、無条件で取り消されるのに対し、加害者が取消しの申立てをした場合は、接近禁止命令の場合はその効力が生じてから3か月、退去命令の場合はその効力が生じてから2週間、それぞれの期間が経過しかつ取り消すことにつき被害者に異議がないことを確認する必要がある（法17条1項）。

## 再度の申立て
一度目の保護命令の申立ての理由となった暴力と同一の事実を理由として、再度保護命令の申立てをすることは、一応は可能である。
しかし、退去命令の再度の申立ての場合は、被害者の転居の時間の確保のための制度という点から、「配偶者と共に生活の本拠としている住居から転居しようとする被害者がその責めに帰することのできない事由により当該発せられた命令の効力が生ずる日から起算して2か月を経過する日までに当該住居からの転居を完了することができないことその他の同号の規定による退去命令を再度発する必要があると認めるべき事情があるとき」であること、「当該命令を発することにより当該配偶者の生活に特に著しい支障を生ずると認められないこと」が要件となる（法18条1項）。
一度退去命令が発せられた後で申立人が新たに暴力を受けた場合は、一度目の退去命令の申立ての理由となった暴力とは別の事実に基づく申立てになるため、以上のような制約はない。